# Allophylus mayimbensis
Allophylus mayimbensis là một loài thực vật có hoa trong họ Bồ hòn. Loài này được Pellegr. mô tả khoa học đầu tiên năm 1953.